# Fröhlich-Syndrom
Das Fröhlich-Syndrom (auch hypothalamisches Syndrom, Babinski-Fröhlich-Syndrom oder Dystrophia adiposogenitalis sowie Fröhlichsche Krankheit) ist ein Syndrom, das mit Adipositas (Fettleibigkeit) weiblichen Fettverteilungstypes, Kleinwuchs und anderen endokrinen Störungen einhergeht. Ursache dieser seltenen Erkrankung ist ein Hypophysen- bzw. Hypothalamustumor und die damit zusammenhängende hypothalamische Störung.

## Symptome
Das Leitsymptom ist das Übergewicht mit einer bevorzugten Zunahme der Fettpolster an Hüften, Oberschenkeln und Bauch (weibliches Fettverteilungsmuster) gepaart mit einer Unterentwicklung der Keimdrüsen (Gonaden). Letztere kann sich in verzögert einsetzender oder gar ausbleibender Pubertät äußern (Pubertas tarda). 
Tritt die Erkrankung erst im Erwachsenenalter auf, kann es auch zur Rückbildung der Geschlechtsorgane und Unfruchtbarkeit kommen. Begleitend können Kleinwuchs, Kopfschmerzen, geistige Entwicklungsverzögerung, Sehstörungen sowie vermehrter Durst (Polydipsie) durch vermehrtes Wasserlassen (Polyurie) im Sinne eines zentralen Diabetes insipidus auftreten.
Zurückzuführen sind diese Symptome auf die Raumforderung des Tumors im Hypothalamus. Dieser Gehirnteil ist verantwortlich für die Regulation der Hypophyse, dem zentralen Kontrollorgan der peripheren Hormondrüsen des Menschen (Nebenniere, Hoden oder Ovar, Schilddrüse), weiter ist dieser wichtig für die Integration und Regulation des Ess- und Trinkverhaltens, des Sexualverhaltens und der autonomen Funktionen der inneren Organe (Homöostase).
Ein spezifisches Hormon des Hypothalamus ist das Antidiuretische Hormon (ADH), dessen Ausfall die Symptomatik des vermehrten Wasserlassens beim Fröhlich-Syndrom erklärt.
Ein ähnliches Krankheitsbild zeigt das Laurence-Moon-Biedl-Bardet-Syndrom.

## Geschichte
Das nach Alfred Fröhlich benannte und von ihm 1901 als Dysfunktion der Hypophyse beschriebene Krankheitsbild bzw. Syndrom der Dystrophia adiposogenitalis wurde erstmals im Jahr 1900 von Joseph Babinski beschrieben. Die Originalarbeiten lauteten J. F. Babinski: Tumeur du corps pituitaire sans acromégalie et avec arrêt de développement des organes génitaux. Revue neurologique 1900 und A. Fröhlich: Ein Fall von Tumor der Hypophysis cerebri ohne Akromegalie.  Wiener klinische Rundschau 1901. Seit den 1950er Jahren ist die Bezeichnung aus der medizinischen Literatur weitgehend verschwunden.

## Ältere Literatur
- Ludwig Weissbecker:  Krankheiten des Hypophysen-Zwischenhirnsystems. In: Ludwig Heilmeyer (Hrsg.): Lehrbuch der Inneren Medizin. Springer-Verlag, Berlin/Göttingen/Heidelberg 1955; 2. Auflage ebenda 1961, S. 1008–1013, hier: S. 1011 f.: Dystrophia adiposo-genitalis (Fröhlichsche Krankheit) und Das Lawrence-Moon-Biedl-Syndrom.